# Västeråkers socken
Västeråkers socken i Uppland ingick i Hagunda härad, uppgick 1967 i Uppsala stad och området ingår sedan 1971 i Uppsala kommun och motsvarar från 2016 Västeråkers distrikt.
Socknens areal är 132,19 (147 om Mälardelen inräknas) kvadratkilometer varav 131,75 land. År 2000 fanns här 249 invånare.  Sockenkyrkan Västeråkers kyrka ligger i socknen.  

## Administrativ historik
Västeråkers socken omtalas i skriftliga handlingar första gången 1310 ('parochia Akerby'). Namnet var före 1 januari 1886 Åkers socken, bytet beslutat 17 april 1885.
Vid kommunreformen 1862 övergick socknens ansvar för de kyrkliga frågorna till Västeråkers församling och för de borgerliga frågorna bildades Västeråkers landskommun. Landskommunen uppgick 1952 i Södra Hagunda landskommun som 1967 uppgick i Uppsala stad som 1971 ombildades till Uppsala kommun.
1 januari 2016 inrättades distriktet Västeråker, med samma omfattning som församlingen hade 1999/2000.  
Socknen har tillhört län, fögderier, tingslag och domsagor enligt vad som beskrivs i artikeln Hagunda härad. De indelta soldaterna tillhörde Upplands regemente, Lagunda (Hagunda) kompani och Livregementets dragonkår, Uppsala skvadron.

## Geografi
Västeråkers socken ligger sydväst om Uppsala norr om Lårstaviken. Socknen är en svagt kuperad slättbygd med mindre skogskullar.

## Fornlämningar
Från bronsåldern finns spridda gravrösen och skärvstenshögar. Från järnåldern finns 23 gravfält. Tre runstenar har påträffats.

## Namnet
Namnet skrevs 1315 Aker och avsåg troligen ursprungligen en helig åker i närheten av kyrkan. Förledet Väster- tillades 1885 för att skilja socknen från Åkers socken i Åkers skeppslag i Uppland, som fick namnet Österåker.